# Torfbahn Roslawlskoje
| Torfbahn Roslawlskoje                                            | Torfbahn Roslawlskoje |
| ---------------------------------------------------------------- | --------------------- |
| Gleise bei der Torffabrik Roslawlskoje (vergrößerter Ausschnitt) |                       |
| Netzwerk der Torfbahn Roslawlskoje                               |                       |
| Streckenlänge:                                                   | 8 km                  |
| Spurweite:                                                       | 750 mm (Schmalspur)   |
|                                                                  |                       |

Die Torfbahn Roslawlskoje (russisch Узкоколейная железная дорога Рославльского торфопредприятия, transkr. Uskokoleinaja schelesnaja doroga Roslawlskowo torfopredprijatija, transl. Uzkokolejnaâ železnaâ doroga Roslavl’skogo torfopredpriâtiâ) ist eine Schmalspurbahn bei der Siedlung Ostjor (Остёр) in der Oblast Smolensk in Russland.

## Geschichte
Die Gewinnung von Torf im Rajon Roslawl begann 1919. Die Torf-Schmalspurbahn wurde 1930 für den Abtransport von Torf und den Transport von Arbeitern zu den Torfmooren eröffnet. Sie hat eine Spurweite von 750 Millimetern. Anfangs wurden die Loren von Hand bewegt. Für die Verarbeitung von Torf wurde ein Unternehmen zur Herstellung von Brennstoffbriketts gegründet. Die Schmalspurbahn wird heute noch für den Torftransport und zur Beförderung von Arbeitern genutzt. Die Länge der Schmalspurbahn beträgt unter Berücksichtigung aller Strecken zehn Kilometer. An einem Ende gibt es eine Umladestation, wo Torf von Schmalspurwagen auf Breitspurwagen oder Lastwagen für den Straßentransport umgeladen wird. 
Das Torfunternehmen befasst sich mit der Gewinnung und Verarbeitung von Torf. Es produziert und vertreibt landwirtschaftlichen Torf, Torfmehl und Torfbriketts. Es ist eines der führenden Unternehmen für die Gewinnung und Verarbeitung von Torf in der Region Smolensk.

## Schienenfahrzeuge

### Lokomotiven
- Diesellok der SŽD-Baureihe TU6A – № 0755
- Diesellok der SŽD-Baureihe TU8 – № 0255
- Diesellok mit Generator ЭСУ2A

### Güter- und Personenwagen
Es gibt unter anderem mehrere Torfloren des Typs TSV6A, offene Güterwagen, Personenwagen PV40, Aufenthaltswagen ВС1, Kesselwagen des Typs VTS20, Schüttgutwagen für den Schottertransport beim Gleisbau und einen Tragschnabelwagen zum Transport der großen Torfgewinnungsmaschinen sowie mehrere Schneepflüge und einen Schienenleger des Typs ППР2МА.